# 崔丽
崔丽（1958年6月—），辽宁大连人，中华人民共和国政治人物，现任国家卫生健康委员会副主任、党组成员，曾任国家卫生和计划生育委员会副主任、党组成员，中华全国妇女联合会副主席（兼）。